# Star Trek: Deep Space Nine (6. évad)
A következőkben a Star Trek: Deep Space Nine televíziós filmsorozat hatodik évadának epizódlistája olvasható. 
|  | Alább a cselekmény részletei következnek! |

## Hatodik évad
| No.  | Cím | Eredeti cím                       |
| ---- | --- | --------------------------------- |
| 125. | Rossz idők járnak [2/1] | A Time to Stand                   |
| 125. | A Deep Space Nine hajdani személyzetét a 375-ös csillagbázisra irányították át, a háború már mintegy három hónapja tart, a Domínium előrenyomulása megállíthatatlannak tűnik. Sisko és csapata hamarosan új feladatot kap: az előző évben zsákmányolt jem'hadar hajóval be kell hatolniuk Kardasszia területére, és megsemmisíteni a Domínium Alfa Kvadránsbeli legnagyobb fehér-ketracel termelő állomását, amivel remélhetőleg gátat szabhatnak a jem'hadar ténykedésének. Terok Norra időközben visszatért a bajori személyzet egy része, a kontingens vezetője Kira őrnagy, akinek nagyon nehezére esik bármilyen szinten együtt dolgoznia – az állomás régi-új parancsnokával – Dukattal, többek között azért, mert a kardassziai egyfolytában közeledni próbál hozzá. A kardassziaiak tevékenységüket próbálják ott folytatni, ahol a megszállás véget értével abbahagyni kényszerültek, ám Weyoun rövid pórázon tartja őket, sőt, azt is eléri, hogy az általa istenként tisztelt Odo az állomás kormányzótanácsának tagja legyen. Siskoéknak néhány kisebb nehézség árán sikerül célba érniük, ám a fehér-ketracel gyár megsemmisítése nem megy zökkenőmentesen. Hajójuk súlyos sérüléseket szenved, fedélzeti rendszereinek nagyobb része – köztük a térhajtómű is- teljesen tönkremegy, így a csapat ellenséges területen reked. |                                   |
| 126. | Zátonyok [2/2] | Rocks and Shoals                  |
| 126. | A súlyosan károsodott jem'hadar hajó üldözői elől egy gázködbe menekül, ahol kényszerleszállást hajtanak végre egy bolygón. Hamarosan kiderül, hogy nincsenek egyedül, ugyanis néhány nappal korábban egy jem'hadar hajó is lezuhant a közelükben. A jem'hadarok vortája súlyosan sebesült, és mikor sikerül elfogniuk Garakot és Nogot, a vorta felajánlja, hogy ha Sisko és doktor Bashir felkeresik, mindannyiukat szabadon engedi. A kapitány persze gyanakszik, de végül rááll a dologra, és miután Bashir doktor stabilizálta a vorta állapotát, az elmondja neki, miért kérette ide valójában. Gyakorlatilag elfogyott a fehér-ketraceljük, és anélkül a jem'hadarok hamarosan vérengző vadállattá válnak, akik először megölik őt, majd Sisko parancsnok embereit, végül valószínűleg egymást is. A vorta ezért azt ajánlja Siskonak, hogy öngyilkos rohamra küldi a jem'hadarokat egy olyan helyre, ahol a kapitány emberei könnyedén végezhetnek velük, és így legalább ők életben maradhatnak. Sisko, nem látva más kiutat a helyzetből elfogadja ezt a tervet, de mikor elérkezik a végzetes ütközet ideje, előbb még megpróbálja meggyőzni a jem'hadarokat, felajánlva, hogy doktor Bashir mesterséges kómába helyezi őket addig, míg meg nem érkezik a segítség, de főleg az életmenő fehér-ketracel. A jem'hadarok visszautasítják az ajánlatot, így Sisko és társai nem tehetnek mást, kénytelenek végezni velük, beteljesítve ezzel számító vortájuk tervét. Az állomáson Kira eközben továbbra is kötelesség és hazafiság között őrlődik, és mikor egy Vedek, tiltakozásul a Domínium megszállása miatt, öngyilkos lesz, végül úgy dönt, lelkiismeretére hallgat, és Odo segítségével elkezdik megszervezni az ellenállási mozgalmat. |                                   |
| 127. | Fiak és lányok | Sons and Daughters                |
| 127. | Worf, aki a háború kezdete óta a Rotarranon, Martok első tisztjeként szolgál, döbbenten fedezi fel fiát, Alexandert a hajóra küldött legénységi kiegészítés tagjai között. Kapcsolatuk az eltelt évek alatt a jelek szerint nem sokat javult, és Worf nem is érti, miért állt be fia a seregbe, tekintve, hogy nincs meg hozzá a megfelelő képzettsége. A Földön nevelkedett Alexander a többi klingon tréfáinak céltáblájává válik, és Worf habozik beavatkozni, hiszen azzal csak olyan hatást keltene, mintha rangját latba vetve próbálná védeni fiát. A Rotarrant konvojkíséretre vezénylik ki, és az úton bekövetkező összecsapás során valami megváltozik Alexander, és a hajón levő többi klingon viszonyában, apját is beleértve. Worf és Alexander fegyverszünetet kötnek, és a fiú úgy dönt, csatlakozik a Martok Házhoz, Worf vér szerinti fiaként. Terok Noron Kira és Odo eközben tovább szervezkednek, bár az őrnagyot más is foglalkoztatja. Dukat ugyanis visszahozta az állomásra a lányát, Ziyalt, részben azzal a céllal, hogy rajta keresztül talán meghódíthatja végre az érthető okokból ellenkező Kirát. Az őrnagy azonban nem áll kötélnek, és Ziyallal is megromlik valamelyest a viszonya. |                                   |
| 128. | A frontvonal mögött | Behind the Lines                  |
| 128. | A DS9 legénysége különböző feladatokat kap: Sisko Ross admirális szárnysegédje lesz, a Defiant pedig egymás után hajtja végre a különféle küldetéseket. A legújabb éppen egy Domínium szenzorállomás megsemmisítése lenne, amihez maga Sisko dolgozza ki a támadási tervet. Így a kapitány érthető módon kétszeresen ideges, hiszen a legénységének úgy kell végrehajtani az általa készített tervet, hogy ő maga nem lehet velük. Kira és Rom eközben tovább keserítik az állomáson működő Domínium erők életét, ám Quarknak köszönhetően aggasztó híreket kapnak: Damar ugyanis kikotyogta neki a bárban, hogy a kardassziaiak fel fogják szedni az aknamezőt. Az ellenállóknak lépnie kell, Kira, Rom és Odo elhatározzák, hogy szabotálják az állomás deflektor-rendszerét, aminek fontos szerepe van az aknák hatástalanításában. Mivel Odo a női alakváltó hatására ekkorra már szinte egyfolytában a Kötelékben, elfelejti időben kikapcsolni a biztonsági rendszert, melynek következtében Rom lebukik. |                                   |
| 129. | A bátraké a szerencse [2/1] | Favor the Bold                    |
| 129. | A Domínium továbbra is jól tartja magát a folyamatos visszavonulásra kényszerített Föderáció ellenében, és részben ezért Sisko elérkezettnek látja az időt egy nagyobb akció lefolytatására, ami nem más, mint a Deep Space Nine visszafoglalása. A vezérkar azonban nincs túlságosan elragadtatva az ötlettől. Az állomáson a lebukott Rom börtönben van, Weyoun és Dukat ki akarják végeztetni. Kira és Quark Ziyal segítségével megpróbálnak kegyelmet kérni neki, ám nem járnak sikerrel. A mit sem sejtő Damar közben tovább látja el információkkal Quarkot, elmondja neki, hogy valószínűleg egy héten belül végeznek az aknák felszedésével. Az ellenállóknak sikerül kijuttatni egy üzenetet Mornnal, amiben tájékoztatják Siskót a helyzetről. Ez éppen kapóra jön a kapitánynak, aki az új fejlemények hatására megkapja a támogatást a DS9 visszafoglalásához. Mivel a klingonok nem akarnak részt venni a küldetésben Sisko utolsó próbálkozásként elküldi Worfot és Martokot Gowronhoz, hogy személyesen próbáljanak hajókat szerezni. A sebtében összevont Föderációs flotta megindul az állomás felé, mire Weyoun beleegyezésével Dukat is jelentős erőket von össze a DS9 védelmére. |                                   |
| 130. | Fordul a kocka [2/2] | The Sacrifice of Angels           |
| 130. | A Domínium és a Föderáció flottája valahol a Bajor rendszer határán áll csatarendbe, és megkezdődnek az első, puhatolózó csapások. Az állomáson Kira és társai nem várhatnak tovább, mindenképpen meg kell akadályozniuk az aknák felszedését. Ám mielőtt cselekedhetnének, Dukat Damar tanácsára letartóztatja az ellenállókat, csak Quark marad szabadlábon, akinek eddig sikerült elhitetnie Damarral, hogy minden gyanú felett áll. Kira letartóztatásának hírére Odonak valamennyire sikerül megszabadulnia a női alakváltó rá gyakorolt hatásától, és megpróbálja menteni, amit még lehet. A két flotta ekkorra teljes erővel egymásnak esett, Sisko próbálna minél több hajót átjuttatni a Domínium flottáján, de még az utolsó pillanatban érkező klingon erősítéssel együtt is csak a Defiantnak sikerül átcsusszannia többé-kevésbé egy darabban. A magára maradt Quark megpróbálja kiszabadítani a többieket a börtönből, és egy váratlan szövetséges, Ziyal segítségével sikerrel is jár. Kira és Rom azonnal indulnak, hogy megakadályozzák az aknák semlegesítését, melyben Odo is igyekszik a segítségükre lenni azzal, hogy harcba indítja a bajori biztonsági személyzetet az állomáson őrszolgálatot teljesítő kardassziai és jem'hadar katonák ellen. Akciójuk elkésik, az aknamezőt sikerül felszámolni, a helyzetet csak az menti meg, hogy Rom szabotálta az állomás fegyverzetét, így a Defiant zavartalanul léphet be az immár nyitott féreglyukba, hogy fogadja a Domínium erősítését. A féreglyuk belsejében a Próféták kapcsolatba lépnek a Küldöttel, és Sisko megpróbálja rávenni őket, hogy tegyenek valamit a Domínium flottája ellen. Érvelése szerint következetlenség volna, ha most hagynák elpusztulni Bajort, aminek a megvédésére éppen ők küldték a Küldöttet. A Próféták végül 'eltüntetik' a féreglyukba belépett Domínium hajókat, a DS9-en tartózkodó Alapító pedig, mikor látja, hogy a Defiant egyedül tér vissza a féreglyukból, elrendeli az állomás kiürítését, és a visszavonulást kardassziai területre. A kiürítés során Damar, aki mindig is ellenszenvvel viseltetett Ziyal iránt, lelövi a lányt, Dukat a veszteségbe szinte beleőrülve esik a Föderáció fogságába. |                                   |
| 131. | Az esküvő | You Are Cordially Invited…        |
| 131. | Az állomás visszafoglalása óta nagy az öröm, bár azért nem mindenki felhőtlenül boldog. Martok tábornok például kifejezetten dühös, mert Sisko hagyta, hogy kinevezzék a Kilencedik Flotta főparancsnokává. Worf és Dax is csak egy darabig örülhetnek a küszöbön álló esküvőjüknek, bár ez részben a saját hibájuk. Worf ugyanis ragaszkodik a hagyományos klingon szertartáshoz, így a Martok Házba lépő leendő asszonyt Sirellának, Martok feleségének kell elbírálnia. A fennhéjázó, magát nemesi származásúnak mondó nő azonban csak idegesíti Daxot, aki végül visszamondja az esküvőt. Ez azonban jó hír O'Briennek és Bashirnak, akiket Worf szerencsétlenségükre megkért, hogy végezzenek el vele egy négy napos szertartást, amiről ők azt hitték, hogy valami legénybúcsúba hivatalosak. A helyzetet végül Sisko menti meg, aki a lelkére beszél Daxnak, így Jadzia végül hajlandó eltűrni a megaláztatásokat Sirella részéről, és az állomás személyzete igazi klingon esküvőnek lehet tanúja. |                                   |
| 132. | Feltámadás | Resurrection                      |
| 132. | A vezérlőben tartózkodók, de mégis leginkább Kira nagy döbbenetére, váratlanul Bareil materializálódik a vezérlő transzporterében. Gyorsan kiderül, hogy ez a Bareil a tüköruniverzumból származik, Kirát túszul ejtve azt követeli, hogy kapjon egy hajót, amivel elhagyhatja az állomást. A túszdráma azonban hamar véget ér, Kira ugyanis észreveszi, hogy Bareil fegyvere, amivel sakkban tartja őt, üzemképtelen. Sisko azon a véleményen van, hogy Bareilt vissza kell küldeni a tüköruniverzumba, Kira azonban, akiben ébredezni kezdenek az egykor az itteni Bareil iránt érzett érzelmek, kiharcolja, hogy a férfi maradhasson. Kettejük kapcsolata viharos sebességgel éri el azt a szintet, ahol egykor Kira a Vedekkel tartott, és Kira teljesen átadja magát az újra megtalált nagy szerelem érzésének. Mások azonban már nem ennyire elvakultak, többen sejtik apró jelek alapján, hogy Bareil, aki odaát egy kisstílű tolvaj volt, nem változott meg csak így hipp-hopp, mint ahogy állítja. Végül Quark nyitja fel Kira szemét, és az őrnagynak azt kell látnia, hogy a ferengi megérzése helyesnek bizonyul: Bareil valójában az Intendánsnő tervének megfelelően érkezett az állomásra, hogy ellopja a bajori templomban őrzött hordozót, és ezzel szinte korlátlan hatalomhoz segítse őt a tüköruniverzumban élő bajoriak fölött. Kirának az utolsó pillanatban sikerül megállítania Bareilt, és a közben a tükrön szintén átlépett hasonmását. A történtek ellenére sem könnyen vesz búcsút attól az embertől, aki bár kihasználta, és becsapta őt, de alapvetően mégis az a Bareil, akit Kira egyszer már elveszített. |                                   |
| 133. | Statisztikai valószínűségek | Statistical Probabilities         |
| 133. | Bashir doktorhoz vendégek érkeznek: négy 'kissé' különc ember, akik hozzá hasonlóan genetikai átalakításon estek át, csak az ő esetükben adódtak bizonyos mellékhatások is, amelyek leginkább magatartászavarokban nyilvánulnak meg. A doktor azt reméli, hogy ő, mint szintén genetikailag módosított ember, talán segíthet a másik négynek valamennyire beilleszkedni a társadalomba. A kezdeti nehézségek után kialakul köztük az összhang, és Bashir valamivel később már a Föderáció háborús helyzetét elemzi, és előrejelzéseket készít a még várható eseményekről a másik négy 'mutánssal'. A matematikai módszerekkel készített jóslatok azonban sötét képet festenek: ha a Föderáció nem adja meg magát a Domíniumnak, embermilliárdok fognak elpusztulni, és végül mégis a Domínium győzedelmeskedik. Bashir megpróbálja meggyőzni Siskót, és rajta keresztül a Főparancsnokságot, hogy kössenek békét az épp ez okból az állomáson levő Weyounnal és Damarral, ám a Föderáció erről hallani sem akar. Bashir beletörődik a dologba, a 'mutánsok' azonban nem, és a doktort kiiktatva megpróbálnak titkos katonai adatokat eljuttatni Weyounéknak, hogy a Domínium gyorsan legyőzhesse a Csillagflottát, és így a háború nagyobb áldozatok nélkül véget érhessen. Tervük tökéletesnek tűnik, csak egy dologgal nem számoltak: egyik társukkal, aki kiszabadítja doktor Bashirt. A doktor megakadályozza a találkozót, és ezzel világossá válik előtte, hogy bizonyos körülmények között egyetlen ember tettei keresztülhúzhatják az összes, pontosan kiszámított valószínűséget és előrejelzést. |                                   |
| 134. | A hat mesterlövész | The Magnificent Ferengi           |
| 134. | Quark rossz, sőt mi több, ijesztő hírt kap: az anyját, Ishkát elrabolta a Domínium, Zek Nagy Nagus pedig azt akarja, hogy ő szabadítsa ki. Quark toborozni kezdi a 'rohamosztagot', de a ferengikből összeszedett csapatról hamarosan kiderül, harcban esélyük sem lenne a jem'hadarokkal szemben. Rom javaslatára taktikát váltanak: nem harcban, hanem tárgyalások, egész pontosan fogolycsere segítségével próbálják majd kiszabadítani az anyjukat. Ehhez a Csillagflotta is segítséget nyújt, Sisko ugyanis elintézi, hogy megkaphassák a nagyjából fél éve fogságba esett Keevant cserealapként. A Domínium is belemegy a dologba, Quarkék a fogolycsere helyszínéül az Empok Nor-t jelölik meg. Kisebb-nagyobb nehézségek után a csapat a vortával együtt megérkezik, és a jem'hadarok is felbukkannak, így megkezdődhetnek a tárgyalások. Quarknak sikerül elérnie, hogy csak Yelgrun, a Domínium által küldött vorta, és két jem'hadar testőr maradjon az állomáson. Ám a ferengik összeszólalkoznak a Zek által felajánlott kiszabadítási jutalom elosztásán, és eközben véletlenül lelövik Keevant, aki azonnal meghal. Nognak szerencsére tűmad egy mentőötlete, néhány agykérgi stimulátorral és egy trikorderrel sikerül olyan látszatot kölcsönöznie a halott vortának, mintha az még élne. A cserét lebonyolítják, és mikor Yelgrun gyanút fog, Ishka már biztonságban van. Ekkor Quark és csapata már kockázat nélkül kiiktathatják a vorta két testőrét, majd elindulhatnak hazafelé a kiszabadított Ishkával, és – ajándék gyanánt a Csillagflotta számára – egy új információforrással, Yelgrunnel. |                                   |
| 135. | A gonosz arca | Waltz                             |
| 135. | Dukatot, miután a Föderációs kezelőorvosai felépültnek nyilvánították, kórházból, ahol eddig őrizték elszállítják egy meghallgatásra. Sisko parancsnok is ugyanazon a hajón utazik, és épp mikor felkeresi a kardassziait, hogy beszéljen vele, jem'hadarok támadják meg a hajót, és megsemmisítik. A sebesült kapitány egy barlangban tér magához Dukattal, aki elmondja neki, hogy egy siklóval sikerült elmenekülniük, az azonban a kényszerleszállás közben tönkrement. Van élelmük, vizük, és a siklóból kimentett vészjeladó is működik, úgyhogy jó esély van a megmenekülésükre. A várakozást beszélgetéssel töltik, melynek során Siskonak kezdenek kétségei támadni Dukat mentális felépülését illetően, az ugyanis mindenáron azt akarja elérni, hogy Sisko beismerje, nem ő tehet arról, ami Bajoron a megszállás idején történt. A kapitány arra is rájön, hogy Dukat szabotálta a vészjeladót, ami így nem működik. Mikor Dukat észreveszi, hogy Siskonak titokban sikerült a jeladót bekapcsolnia teljesen instabillá válik, hallucinálni kezd. Megsemmisíti az adót, kis híján agyonveri Sisko parancsnokot, majd a siklóval, aminek valójában nincs komolyabb baja, elhagyja a bolygót, sorsára hagyva a kapitányt. Később mégis meggondolja magát, egy rövid üzenetben tájékoztatja – az időközben Sisko keresésére indult – Defiantot a kapitány hollétéről, akit így sikerül megmenteni. Dukat akkorra már messze jár a lopott siklóval, és félő, nem ez volt az utolsó alkalom, hogy az állomás személyzete hallott felőle. |                                   |
| 136. | Ki síratja Morn-t? | Who Mourns for Morn?              |
| 136. | Az állomás főtisztjei, és a bár visszatérő vendégei döbbenten fogadják Morn halálhírét. Mégis Quark döbbenete a legnagyobb, mikor megtudja, hogy Morn végrendeletében mindenét ráhagyta. Lelkesedése hamarosan alábbhagy, mert úgy tűnik, Mornnak nem volt különösebb vagyona. Vagy mégis? A ferengi bártulajdonos körül ugyanis hirtelen új 'barátok' bukkannak fel: egy nő, Morn állítólagos volt felesége, aki szerint férje ezer tömb latinumot nyert a lottón; egy gyanús kinézetű humanoid testvérpár, akik azt állítják, hogy Morn az üzlettársuk volt, és éppen ezer tömbbel tartozik nekik egy kölcsön miatt; és egy állítólagos biztonsági tiszt, aki szerint Morn koronaherceg volt, és az ezer tömb a herceg halála után újra a királyi családot illeti. Végül kiderül az igazság, nevezetesen, hogy Morn a többiekkel együtt sok évvel ezelőtt kirabolt egy bankot, a zsákmány pedig pontosan ezer tömb latinum volt. A bűnbanda úgy döntött, míg a tettük elévül, eltűnnek a színről, és a zsákmány őrzését Mornra bízták. Az ő halálával viszont úgy tűnik, a zsákmány örökre elveszett. Quarknak azonban sikerül megtalálnia a latinumot, amiért a többiektől megkapja Morn részét a zsákmányból. A többiek azonban összekapnak osztozkodás közben: a kitörő tűzharcnak Odo vet véget, és Quark kivételével mindenkit letartóztat. Quark öröme nem tart sokáig, mivel kiderül, hogy a tömbökből valaki kivonta a latinumot, így örökölt vagyona semmit sem ér. Morn – aki él és virul – azért rendezte meg az egész színjátékot, egykori bűntársaitól megszabaduljon és ép bőrrel és szabadlábon élvezhesse a nyereséget, amire így, Quark segítségével lehetősége is nyílt. |                                   |
| 137. | A csillagokon túl | Far Beyond the Stars              |
| 137. | Benny Russell színes bőrű science-fiction író a huszadik század közepén, a tudományos-fantasztikus irodalom aranykorában, mikor számos sci-fi magazin versengett a huszadik század egyik legjellemzőbb irodalmi irányzatának csak épp kialakulni kezdő olvasótáboráért, és amikor az amerikai társadalom még egyáltalán nem tekintette egyenlőnek sem a feketéket, sem pedig a nőket. Benny ír egy történetet, egy szebb, dicsőbb jövőről, ahol egy Deep Space Nine nevű űrállomás kapitánya egy Ben Sisko nevű fekete férfi. A kiadó azonban, amelynek Benny dolgozik, érthető okokból nem lelkesedik kimondottan a történetért. Russell írótársai a segítségére sietnek, és az általuk javasolt módosítás, amely szerint a történet valójában nem más, mint egy szegény sorsú fekete férfi álma egy szebb jövőről, úgy tűnik, végül zöld utat kap: a magazin következő számában megjelenhet. Russellt valamivel később néhány fehér rendőr csúnyán összeveri, és még fel sem épült teljesen, mikor újabb csapás éri: a kiadó tulajdonosa az utolsó pillanatban bezúzatta a magazinnak az általa írt történetet tartalmazó, kiadás előtt álló számát, őt pedig kirúgják az állásából. Benny teljesen összeroppan, ám álma tovább él, és az állomás gyengélkedőjén magához térő Sisko kapitánynak, aki álmában egy Benny Russell nevű fekete író volt, komoly kétségei támadnak azt illetően, hogy mi is a valóság, sőt, hogy létezik-e valóság, mint olyan, egyáltalán. |                                   |
| 138. | Egy kis hajó | One Little Ship                   |
| 138. | A Defiant, és a Rubicon nevű űrkomp egy úgynevezett 'szubtér-kompressziós anomáliát' vizsgálnak, ami összezsugorít minden, a határfelületén áthaladó tárgyat. A Defiant vonósugárral ereszti be a Rubicon-t, fedélzetén O'Briennel, Bashirral és Daxal a jelenségbe, mikor egy jem'hadar hajó megtámadja. A vonósugár megszűnik, a jelenségen teljesen áthaladó űrkomp pedig mintegy tizenöt centiméteresre zsugorodik össze. A jem'hadarok elfoglalják a Defiant-ot, ám a hídszemélyzet esélyt kap a hajó visszafoglalására, a jem'hadarok ugyanis velük akarják kijavíttatni a meghibásodott görbületi hajtóművet. Sisko és tiszttársai váratlan segítséget is kapnak, Daxéknak ugyanis sikerül bejutniuk az összement Rubicon-nal a Defiant-be, és amit az árgus szemekkel figyelő jem'hadarok miatt Siskoék nem tudnak megcsinálni, azt elvégzi helyettük a kicsiny hajó legénysége. Így végül, a két legénység összehangolt tevékenységének köszönhetően sikerül visszaszerezni előbb a gépház, majd a teljes Defiant fölötti irányítást, és az anomália segítségével a Rubicon és utasai is visszanyerik eredeti méretüket. |                                   |
| 139. | Betyárbecsület | Honor Among Thieves               |
| 139. | O'Brien meglehetősen szokatlan helyzetbe kerül, a Csillagflotta titkosszolgálatának utasítására be kell épülnie az Orion Szindikátus helyi csoportjába egy félreeső bolygón, hogy kiderítse, ki a besúgójuk a Csillagflottánál. O'Briennek sikerül a Szindikátus egyik emberének bizalmába férkőznie, és álcája fenntartása érdekében elvégez neki néhány kisebb munkát. Közben jobban megismeri a Bilby nevű férfit, és rá kell jönnie, ő tipikusan az az ember, aki egyszerűen csak belekeveredett valamibe, amiből azután nem tudott többé kimászni. Bilby csapata hamarosan új megbízatást kap főnöküktől, és annak 'barátjától', egy vortától: meg kell gyilkolniuk a bolygón dolgozó klingon nagykövetet, mert az ennek köszönhetően kialakuló belpolitikai viszály arra késztetheti a Klingon Birodalmat, hogy felbontsa a szövetséget a Föderációval, ami jól jönne a Domíniumnak. O'Brien átadja az információit összekötőjének, aki megígéri, hogy riasztja a klingon követséget, hogy felkészülve várhassák a merénylőket, O'Brient pedig, mivel teljesítette küldetését, kivonják a bolygóról. A főmérnök azonban tudja, hogy a klingonok meg fogják ölni Bilbyt és embereit, így megpróbálja visszatartani őket, felfedve kilétét. Bilbynek azonban így csak két választása van: vagy a klingonok ölik meg a merénylet közben, vagy a Szindikátusbeli főnöke végez vele, amiért a bizalmába fogadott egy Csillagflotta ügynököt. Bilby végül, embereinek nem szólva arról, hogy elárulták őket, elindul az öngyilkos küldetésre, O'Brien pedig keserű szájízzel tér vissza az állomásra, úgy érezve, ő ugyanolyan bűnös Bilby halálában, mintha ő maga húzta volna meg a ravaszt. |                                   |
| 140. | A szívhangok | Change of Heart                   |
| 140. | Worf és Dax sürgős feladatot kapnak: ki kell menteniük egy kardassziai katonatisztet, aki már jó ideje titkos adatokkal látta el a Csillagflottát, ám most a lelepleződés veszélye fenyegeti. A párosnak egy űrkomppal be kell hatolnia a Domínium területére, hogy egy helyőrség közelében találkozhassanak a kardassziai informátorral, akinek utoljára még sikerült rendkívül fontos információkhoz jutnia, és azokkal együtt szeretne a Föderáció területére menekülni. A bolygóig gond nélkül eljutnak, a baj az utolsó húsz kilométeren következik be, a transzporter-blokkolókkal védett támaszpont körüli dzsungelben, ahol egy jem'hadar őrjárat megsebesíti Daxot. Eleinte úgy tűnik, Daxnak sikerül végigcsinálnia a küldetést Worf oldalán, ám állapota a sebesülése miatt egyre rosszabbodik. Mivel a találkozó megbeszélt időpontjáig hátralevő idő rohamosan fogy, Worfnak hátra kell hagynia a már csak alig eszméletén levő Jadziát, hogy teljesíthesse a Csillagflottával szembeni kötelességét, és végrehajtsa az akciót. Végül mégis képtelennek bizonyul erre, és visszafordul, hogy megmentse a feleségét, ám ezzel veszni hagyja az informátort, és a háború szempontjából valószínűleg felbecsülhetetlen értékű ismereteit. |                                   |
| 141. | A legsötétebb dolgok | Wrongs Darker Than Death or Night |
| 141. | Halott anyja születésnapján, mint később kiderül, nem véletlenül, Dukat kapcsolatba lép Kirával, és elmondja neki, hogy ő, és az őrnagy anyja, Meru, annak idején szeretők voltak. Kira először elutasítja a dolgot, ám a gyötrő kétely miatt úgy dönt, utánajár az ügynek. Az Idő Hordozójának segítségével visszatér a múltba, az állítólagos események színhelyére. Szinte azonnal megtalálja Merut, akit vele együtt elvisznek a kardassziaiak, hogy úgymond 'hölgytársaságot' biztosítsanak a Terok Nor-ra érkező új kardassziai kontingensnek. Az elhurcolt nőknek megígérik, hogy hátramaradt családjaikra gondot fognak viselni, ám Kira épp elég ígéretet kapott már kardassziaiaktól, hogy tudja, mennyire lehet komolyan venni őket. Éppen ezért még nagyobb a megdöbbenése, mikor azt látja, hogy Meru, aki felkeltette Dukat érdeklődését, nem próbálja elutasítani a kardassziai helytartó közeledését, és hamarosan Dukat lakosztályába költözik. Kira, az események miatt teljesen kiábrándulva, és anyját meggyűlölve, kapcsolatba lép a Terok Nor-on működő ellenálló sejttel, és segít robbantásos merényletet előkészíteni Dukat ellen. Mikor azonban az álcázott bombával felszerelkezve, azzal az ürüggyel, hogy 'barátnőjét', azaz Merut szeretné meglátogatni, belépést nyer Dukat lakosztályába, az anyja Dukatnak köszönhetően épp üzenetet kap a családjától, amiből kiderül, mindannyian jól vannak, és nagyra értékelik az áldozatot, amit az anyjuk értük hoz. Kira ezt látva az utolsó pillanatban figyelmezteti Dukatot és Merut, megmentve mindkettejük életét, ám ezzel kénytelen elfogadni, hogy mindeddig hamis kép élt benne az anyjáról. |                                   |
| 142. | Inkvizíció | Inquisition                       |
| 142. | Bashirnak, aki épp egy orvosi konferenciára készülne, bosszankodva kell tudomásul vennie, hogy az útja elmarad. Ugyanis a Csillagflotta Belső Ügyosztálya vizsgálóbizottságot küldött az állomásra, mert szerintük onnan valaki információkat adott ki a Domíniumnak. És ez még nem minden, Bashirnak ugyanis hamarosan azt kell látnia, hogy őt gyanúsítják. A doktor hiába védekezik, sem ő, sem Sisko nem tudják megingatni a vizsgálatot végző Sloan magabiztosságát. Mikor Sloan megszervezi Bashir továbbszállítását egy másik űrállomásra, ijesztő dolog történik: Bashirt megmentik állítólagos megbízói, egész pontosan Weyoun, és már maga a doktor is kezd kételkedni abban, hogy tényleg nem lett-e árulóvá. Azonban nem kell sokáig 'barátai' közt időznie, Sisko és csapata ugyanis megtalálják, és kiszabadítják, ám az esemény fényében már maga a kapitány sem hisz neki. Bashir azonban észrevesz néhány furcsaságot bajtársai viselkedésében, és mikor szóvá teszi ezt, végül mindenre fény derül: a doktor a tervezett elutazása előtti éjszaka óta egy holodeckben van, és egy Sloan által irányított program résztvevője volt. Sloanról kiderül, hogy a Belső Ügyosztályhoz semmi köze, valójában egy Harmincegyes Részleg nevű titkos szervezet tagja, ami nagyjából az a Föderációban, mint a Tal Shiar a romulanoknál. Sloan elmondja, hogy Bashir képességei felkeltették az érdeklődésüket, és az egész ügy tulajdonképpen egy alkalmassági vizsga volt a leendő ügynök elbírálására. Bashir azonban visszautasítja Sloan ajánlatát, majd miután visszajuttatják az állomásra, tájékoztatja Siskót az eseményekről. A kapitány azonban nem kap határozott választ a Csillagflottától a Harmincegyes Részleg létezését illetően, ezért úgy határoznak, ha Sloan újra megkörnyékezné a doktort, az belemegy a játékba, hogy megpróbálhassák leleplezni a titokzatos szervezetet. |                                   |
| 143. | A sápadt holdfényben | In The Pale Moonlight             |
| 143. | A Föderáció egyre rosszabbul áll a Domínium elleni háborúban, Sisko kétségbeesve keres valami megoldást, amivel megállíthatnák a Domínium előrenyomulását. Csak egyetlen olyan jelentősebb hatalom maradt még az Alfa Kvadránsban, ami nem vesz részt a harcokban: a Domíniumnal idejekorán megnemtámadási egyezményt kötött romulanok. Mivel a diplomáciai út nyilvánvalóan nem járható, Sisko azzal szeretné lépésre kényszeríteni a romulanokat, hogy ráébreszti őket, a Domínium, miután a Föderációval és szövetségeseivel végzett, ellenük fog fordulni. Ehhez azonban bizonyítékok kellenek, azokat pedig csak Kardasszia Egyről lehet beszerezni. Sisko megpróbálja rávenni Garakot, hogy segítsen, ám a kardassziai mást javasol: ha biztosak akarnak lenni abban, hogy a Domíniumnak létezik terve a romulanok megtámadására, jobb, ha ők maguk készítik azt el. Neki is látnak szervezkedni, Garak a hamis dokumentumokat elkészítő hamisítóról, Sisko pedig egy befolyásos romulanról gondoskodik, akinek átadhatják a 'bizonyítékokat'. Eleinte minden rendben zajlik, elkészül a hamis holofelvétel, és a romulan szenátor is megérkezik az állomásra teljes titokban. Ám a romulanok rájönnek, hogy a felvétel hamis, és a szenátor végül ezzel a hírrel indul haza Romulusra, márpedig ez azt fogja eredményezni, hogy a romulanok nemhogy a Domínium ellen, de valószínűleg épp az ő oldalukon csatlakoznak majd a harchoz. A szenátor azonban sosem éri el Romulust, hajója ugyanis furcsa 'baleset' áldozata lesz. Sisko szimata nem csal, természetesen Garak helyezett el bombát a romulanok hajóján, és arról is gondoskodott, hogy a holofelvétel átvészelje a robbanást , de elég károsodást szenvedjen ahhoz, hogy a hamisításra utaló nyomok eltűnjenek, és így a romulanok azt higgyék, a Domínium robbantotta fel a szenátor hajóját, hogy megakadályozza a támadás tervének eljuttatását a Romulusra. A romulanok a szokásos módon, és sebességgel reagálnak: a Romulan Csillagbirodalom még aznap hadat üzen a Domíniumnak, és az első támadási hullámban tizenöt Domínium helyőrséget semmisítenek meg. |                                   |
| 144. | A szívtipró | His Way                           |
| 144. | Bashir egy új holoprogramot mutat be néhány barátjának, egy Vic Fontaine nevű bárénekest, aki azonban zseniális programozójának köszönhetően zavarba ejtően emberszerű vonásokkal bír. A bemutatón jelenlevő Kira másnap Bajorra utazik, hogy találkozzon Shakaarral, amitől Odo úgy érzi, mintha tőrt forgatnának a szívében. Bashir egy elejtett megjegyzése – Vic nőügyekben a doktornak adott tanácsairól – azonban felkelti Odo érdeklődését, és hamarosan az egyik holoszobában találja magát, miközben Vic minden erejével igyekszik romantikus hősszerelmest faragni belőle. Végül még egy Kira mintájára készült hologramot is bevet, annak ellenére, hogy Odo ezt nem találja túl jó ötletnek. Az őrnagy közben visszatér az állomásra, és nem tudja mire vélni, miért bánik vele Odo még az átlagosnál is mogorvábban. Vic azonban annál inkább, és fondorlatos tervet eszel ki: elintézi, hogy egyik este az igazi Kira menjen el a holoszobába a hologram helyett, Odonak azonban 'elfelejt' szólni erről az apró programváltozásról. Így aztán Odo, azt gondolva, megint csak egy hologrammal áll szemben, gátlások nélkül, felszabadultan önmaga lehet, Kira pedig végre megtudja, mit is jelent ő az alakváltónak. Amikor azonban Vic kis cselére fény derül, az idill romba dőlni látszik. Szerencsére másnapra rendeződnek a dolgok, Odo és Kira pedig sok félreértés és bizonytalanság után végre egymásra találnak. |                                   |
| 145. | Leszámolás | The Reckoning                     |
| 145. | A Bajoron B'Hala romjait kutató régészek egy kőtáblára bukkannak, amelyen feliratai közül egyet sikerül lefordítaniuk, és az így szól: 'Üdvözöljük, küldött.' A leletről értesítik a Küldöttet, és mikor Sisko megérkezik a helyszínre, a Próféták látomást küldenek neki, amiben a tudomására hozzák, hogy hamarosan megkezdődik a 'Számvetés', bármi legyen is az. A kapitány magával viszi a kőtáblát az állomásra, hogy tovább tanulmányozhassák. A féreglyuk kevéssel ezután 'megvadul', és heves gravitációs hullámokkal kezdi ostromolni az állomást, ráadásul Dax sem halad a tábla véseteinek lefordításával. Annyit azért sikerül kiderítenie, hogy a táblán egy prófécia van, ami azt mondja, hogy mikor eljön a Számvetés ideje, Bajor népe szenvedni fog, és az Égi Templom kapuja, azaz a Deep Space Nine elpusztul. Ekkor érkezik meg Kai Winn, hogy tiltakozzon a tábla önkényes 'elhurcolása' miatt, mert azóta Bajoron több természeti csapás következett be. Egy éjszaka Siskót különös érzés keríti hatalmába, aminek engedelmeskedve összetöri a kőtáblát, minek darabjai közül két energialény szabadul ki. Azok egyike, egy Próféta, hamarosan elfoglalja Kira őrnagy testét, és bejelenti, hogy megkezdődött a Számvetés. Sisko elrendeli az állomás kiürítését, és miközben a lakosságot, majd a személyzetet is evakuálják, a másik energialény is felbukkan: az pedig a Kosst Amojan, vagy hétköznapi nevén egy pagh-wraith, egy, az Égi Templomból kiűzött Próféta, ami Jake testét veszi birtokba a Számvetés idejére. Bár volna lehetőség arra, hogy a két lényt kiűzzék az általuk elfoglalt testekből, Sisko úgy érzi, a Számvetésnek le kell zajlania, még akkor is, ha az az állomás pusztulásával, esetleg Kira vagy Jake halálával jár. A két lény hamarosan összecsap a sétafedélzeten, és a Próféta már majdnem győzedelmeskedik, mikor Kai Winn beindítja a Dax által előkészített folyamatot, és a két lénynek anélkül kell távoznia a választott testekből, hogy a küzdelem eldőlhetett volna. A féreglyuk megnyugszik, és Bajoron is rendeződik a helyzet, ám az események fényében úgy tűnik, a Küldött, bár sosem hitt a Prófétákban, mégis inkább bízik bennük, mint Winn, aki pedig a Kai címét viseli. |                                   |
| 146. | A hősiességről | Valiant                           |
| 146. | Nog önálló megbízatást kap a Csillagflottától: egy diplomáciai üzenetet kell elvinnie a Nagy Nagusnak. Az útra Jake is elkíséri, abban a reményben, hogy talán készíthet egy exkluzív interjút Zekkel. Erre azonban nem nyílik alkalma, a hajójukat ugyanis hamarosan jem'hadar harci egységek támadják meg, és a szorult helyzetből egy Defiant osztályú hajó, a USS Valiant menti ki őket. Hamarosan kiderül, hogy a Valiant egy oktatóhajó, amit, miután egy összecsapásban az összes hivatásos tisztjüket elvesztették, teljes egészében kadétok irányítanak. Ráadásul nem is akármilyen kadétok, hanem a híres (vagy talán inkább hírhedt?) Red Squad tagjai, az az elitcsapat, miben Nog az Akadémiai évei alatt annyira be akart kerülni. Erre most lehetősége is nyílik, a hajó kapitánya, aki persze ugyancsak kadét, kinevezi Nogot főmérnöknek. Valamivel később az is kiderül, hogy a Valiant egyelőre még nem hazafelé tart, egy küldetést teljesítenek: igyekeznek adatokat szerezni egy új Domínium csatahajóról. Nognak köszönhetően, aki megoldja a hajó hónapok óta fennálló hajtómű-problémáját, sikerül teljesíteniük a feladatot, ám a kapitány nem éri be ennyivel, és vakmerő tervet jelent be a legénységnek: úgy tűnik, egy konstrukciós hiba kihasználásával meg is semmisíthetik a Csillagflotta Galaxy osztályú hajóit is maga mögé utasító monstrumot. A karizmatikus kapitány által fanatizált legénység nem lát ebben semmi kivitelezhetetlent, Jake pedig hiába próbál észérvekkel hatni rájuk, végül a fogdában találja magát, azt megakadályozandó, hogy tovább bomlassza a legénység morálját. A Valiant hamarosan megtámadja a Domínium hajót, ám a konstrukciós hiba mégsem bizonyul olyan végzetesnek, mint amilyenre az ifjú zsenik számítottak, és a támadást átvészelő csatahajó nehézség nélkül semmisíti meg a Valiant-et, gyakorlatilag a teljes legénységgel együtt, csupán Jake-nek, Nognak, és egy fiatal lánynak sikerül elmenekülnie egy mentőegységgel, amit a Defiant valamivel később megtalál. |                                   |
| 147. | Haszon és csábítás | Profit and Lace                   |
| 147. | A ferengik már rég megtanulhatták volna, hogy a nőkkel a legtöbbször csak a baj van. Ám Zek Nagy Nagus ismét a reformpolitikust játssza, engedélyezi a ferengi nőknek a ruhaviselést, a ház elhagyását, és minden egyebet, amit eddig csak a férfiak tehettek. Mivel ezzel a húzásával sikerül pénzügyi káoszba taszítana a Ferengi Szövetséget, leváltják a Nagusi posztról, és helyére ideiglenesen Bruntot nevezik ki. Zek és Ishka Quark és Rom segítségét kérve az állomásra mennek, ahová Brunt is követi őket hamarosan. Zek terve az, hogy ha sikerül az elkövetkező három napban megnyernie magának a legbefolyásosabb ferengik támogatását, akkor az Ferengi Kereskedelmi Hatóság nem véglegesíti majd Brunt kinevezését, és Zek visszakapja a Nagusi címet. Zek ezt azzal akarja elérni, hogy megmutatja, egy ferengi nőnek is lehet ugyanolyan üzleti érzéke, mint egy férfinak, mégpedig Ishka példáján keresztül, aki többek között Zek pénzügyi tanácsadója is. Csak egy ferengi jön el a találkozóra, bár szerencsére épp a legbefolyásosabb, Nilva, akire a többiek is hallgatni fognak. Ekkor azonban adódik egy újabb probléma: Ishka és Quark összevesznek, minek során Ishka infarktust kap, így Zek hirtelen női tanácsadó nélkül marad. Végül megszületik a nagy ötlet: Bashir közreműködésével Quarkból csinálnak nőt, arra azonban nem számítanak, hogy Nilva kissé 'ki van éhezve', így a 'tanulónő' nem győz menekülni előle. Mindezek ellenére Quark színészi képességei kellően meggyőzőnek bizonyulnak, sikerül Nilvát a női egyenjogúságot hirdető Zek oldalára állítania, a többi pedig már megy magától: Quark boldog, mert újra férfi lehet, Zek boldog, mert újra ő a Nagus, Ishka is boldog, mert sikerült véghezvinnie reformterveit… Csak éppen Brunt nem boldog, mert újból lecsúszott a Ferengi Szövetség legzsírosabb állásáról. |                                   |
| 148. | Az idő árvája | Time's Orphan                     |
| 148. | Az O'Brien család azzal ünnepli Keiko és a gyerekek visszatértét az állomásra, hogy kirándulni mennek egy közeli, földszerű bolygóra. Az idill azonban hamarosan rémálomba fordul, mikor Molly betéved egy barlangba, és apja szeme láttára eltűnik valamiféle átjáróban. A hamarosan megkezdődő vizsgálatok kiderítik, hogy az átjáró egy azóta eltűnt civilizáció által hátrahagyott időkapu, ami háromszáz évre vitte vissza a múltba Mollyt. O'Briennek és csapatának sikerül újra működésbe hozni a kaput, és egy transzporterrel megpróbálják visszahozni Mollyt. Részben sikerrel is járnak, csak az idővel tévedtek, a nyolcéves helyett ugyanis egy tizennyolcéves lány tér vissza, aki az egyedül eltöltött tíz év alatt teljesen elvadult. Szülei visszaviszik az állomásra, remélve, hogy újra beilleszkedik a civilizációba, de a kezdeti sikerek után egyre inkább úgy tűnik, ez nem lehetséges. Mikor aztán Molly megtámadja a bár egyik vendégét, és az vádat emeltet ellene, Siskonak nem marad más választása, mint börtönbe záratni, míg tovább nem szállítják egy speciális intézetbe. Ekkor Miles és Keiko úgy döntenek, ennél az is jobb, ha visszajuttatják a beilleszkedni képtelen Mollyt oda, ahol eddigi életét élte. Miles ezért kiszabadítja lányát a börtönből, ellop egy siklót, és Keikoval együtt visszatérnek a bolygóra, hogy hazajuttassák Mollyt, majd megsemmisítsék a kaput. Ám mielőtt az idősebb Molly visszaküldése után Miles elpusztíthatná az átjárót, a nyolcéves Molly lép ki belőle, akit a véletlenül pont ugyanabba az időbe küldött idősebb Molly megtalált, és átküldött a kapun. |                                   |
| 149. | Egy távoli hang | The Sound of Her Voice            |
| 149. | A konvojkísérő küldetésről hazafelé tartó Defiant fedélzetén fagyos a hangulat, a legénység alig beszél egymással, mindenkit saját sötét gondolatai foglalkoztatnak. Hamarosan vészjelzést fognak, az üzenetet egy balesetben megsemmisült hajó egyetlen túlélője küldi, aki egy hosszabb távon mérgező légkörű bolygón rekedt. Kezdetben csak egyirányú kapcsolatra van lehetőség, és a legénység tagjai döbbenettel vegyes érdeklődéssel hallgatják a balesetet szenvedett nő lankadatlan segélykérő üzeneteit, melyeket néha személyes megjegyzésekkel is tarkít. O'Briennek sikerül leküzdenie a kommunikációs problémát, és mivel a nő, Lisa Cusack kapitány, az őt a mostoha körülmények között életben tartó gyógyszer miatt nem tud aludni, a legénység vállalja, hogy 'váltott műszakban' beszélgetnek vele. A nő kedvessége és közvetlensége hatására valahogy mindenki megnyílik Lisának, és olyan dolgokról beszélnek neki, amelyeket még legjobb barátaiknak, vagy családjuknak sem szívesen mondanának el. Azonban Cusack korábban fogy ki az életmentő szerből, mint arra számítottak, és a Defiant kétségbeesett versenyfutásba kezd az idővel, hogy még időben a hajótörött segítségére siethessenek. A mikor megérkeznek, kiderül, sokkal többet késtek, mint gondolták: több mint három évet. Cusack hajója ugyanis ennyivel korábban szenvedett balesetet a bolygót körülvevő különleges energiaburok miatt, és ugyanez a burok térítette el a jövőbe a bolygón rekedt Lisa, és a múltba a megmentésére siető Defiant legénységének szubtéri adásait. |                                   |
| 150. | A Próféták könnyei | Tears of the Prophets             |
| 150. | A Csillagflotta úgy dönt, ideje jelentős offenzívába kezdeni az egyesített Kardassziai-Domínium erők ellen. A támadás részleteinek kidolgozásával Siskót bízzák meg, és a kapitány úgy véli, a közös Föderációs, klingon, és romulan flotta eséllyel törheti át a Domínium védelmi vonalait a Chin'toka rendszernél, ahol csak néhány jem'hadar hajó állomásozik. Ez azonban nem véletlen, ugyanis Damar és Weyoun éppen ebben a rendszerben tervezik egy új, automata fegyverplatformokból álló védelmi rendszer tesztelését. Ráadásul 'segítséget' kapnak Dukattól is, aki azt állítja, tudja, hogyan lehet áthozni a Domínium erősítést a Gamma Kvadránsból a féreglyukon át. Ennek érdekében kiszabadít egy bajori szobrocskába költözött pagh-wraithot, és hagyja, hogy az megszállja a testét, majd immár 'kettesben' útra kelnek valahová. Az állomáson a támadás előtti utolsó órák sem telnek eseménytelenül, Siskonak ugyanis meggyűlik a baja a romulanokkal, és a klingonokkal, akik nem repesnek az örömtől, hogy vállvetve küzdjenek a Föderáció mellett; Worf és Jadzia pedig elhatározza, hogy közös gyereket vállalnak, a trillek és klingonok biológiai összeférhetetlenségének ellenére. Jake mindenáron szeretne a flottával tartani haditudósítóként, amit azonban apja természetesen nem néz jó szemmel, mire a fiú 'megfenyegeti', hogy ha nem lehet a Defianton, akkor felkéredzkedik valamelyik klingon hajóra. Kira és Odo kapcsolatában is majdnem törés áll be, az alakváltó ugyanis egy nézeteltérés után azt hiszi, Kira szeretne véget vetni a kapcsolatnak. Ám a flotta kifutásának idejére minden elrendeződik, a főtisztek közül csak Bashir és Dax marad az állomáson, a többiek a Csillagflotta kontingenst vezető Defiant fedélzetén harcba indulnak. Majdnem időben érkeznek a Chin'toka rendszerbe ahhoz, hogy üzemképtelenül érjék a kísérleti fegyverplatformokat, ám azok az utolsó pillanatban üzembe helyezik, és a Föderációs flotta súlyos veszteségeket szenved. Eközben az is kiderül, miben mesterkedett Dukat: a belé költözött pagh-wraith a Deep Space Nine-ra irányítja, egyenesen a bajori templomba. Érkezésekor Dax épp ott tartózkodik, és megpróbálná feltartóztatni, de a pagh-wraith megtámadja, és halálosan megsebesíti. Így hozzáférve a szentélyben őrzött Hordozóhoz, egyesül vele, amitől az elsötétül; ugyanekkor a féreglyuk is bezárul, Sisko pedig, elveszítve a kapcsolatát a Prófétákkal, a Defiant és a flotta irányítását Kirának kell átvennie. A Defiantnak és néhány kísérőjének sikerül megsemmisítenie a platformokat energiával ellátó generátorállomást, így a klingonok elől elhárul minden további akadály, hogy ledobhassák a rendszer bolygóira földi csapataikat, és megkezdődjön a Chin'toka teljes elfoglalása. Az ostrom után hazatérő győztes flotta vezérkarának azonban nem sok kedve van ünnepelni: Bajor lakossága retteg, mert a féreglyuk bezárult, vagyis a Próféták elfordultak tőlük, Bashirnak pedig csak a Dax szimbiótát sikerül megmentenie. Jadzia alig valamivel a Defiant befutása után meghal, Worfnak csak néhány perce van, hogy elbúcsúzzon feleségétől. Sisko úgy érzi, minden összeomlott körülötte, és Jadzia temetése után határozatlan idejű eltávozást kérve Jake-el együtt elhagyja az állomást, visszatér a Földre, apja éttermébe. |                                   |